# Léon, Landes

Léon este o comună în departamentul Landes din sud-vestul Franței. În 2009 avea o populație de 1.830 de locuitori.

## Evoluția populației
| An        | 1975  | 1982  | 1990  | 1999  | 2006  | 2009  |
| --------- | ----- | ----- | ----- | ----- | ----- | ----- |
| Populație | 1.258 | 1.363 | 1.330 | 1.453 | 1.665 | 1.830 |